# Liga Nacional de Baloncesto de Venezuela 2015
La temporada 2015 fue la XX edición de la de Liga Nacional de Baloncesto de Venezuela. En este torneo participaron 5 equipos, y comenzó el 7 de agosto.
Igualmente el campeonato contó con una segunda división y una tercera división, integrada por 11 y 16 equipos, respectivamente. Además, de una liga femenina.

## Sistema de competencia
La Primera División estuvo conformada por cinco equipos: Guaros de Lara (nuevo nombre de Columbus 99), Atléticos de Caracas, Yaracuyanos BBC, el ascendido de la temporada 2014 de la Segunda División: Waraos de Tucupita, y Caciques de Falcón (debutante). Los equipos Guácharos de Monagas, Protectores de Miranda y Furreros del Zulia no pudieron participar debido a una sanción impuesta por incumplimiento de obligaciones financieras; mientras que otras tres filiales de los equipos profesionales: Aduaneros de Valencia (Trotamundos de Carabobo), Piratas de Vargas (Bucaneros de La Guaira), y Acereros de Guayana (Gigantes de Guayana), declinaron al no conocer con certeza el calendario de la LPB 2015-16.
Los 5 equipos disputaron un sistema de liga a doble vuelta, con dos partidos por jornada que se disputa los fines de semana mientras descansa un equipo. Así totalizan en la ronda regular 16 partidos en 20 jornadas. Clasifican los 4 mejores de cada grupo a la ronda eliminatoria para decidir el campeón.
Los play-offs empiezan con las semifinales. Todas las series se disputan a 5 juegos para ganar 3, con la secuencia 3-2; empezando de local el mejor ubicado de los dos equipos.

## Tabla de posiciones
Fuente:
| Pos | Equipo              | J  | G  | P  | PF | PC | Dif | Pts |
| --- | ------------------- | -- | -- | -- | -- | -- | --- | --- |
| 1   | Caciques de Falcón  | 16 | 12 | 04 | -- | -- | --  | 28  |
| 2   | Columbus 99         | 16 | 08 | 08 | -- | -- | --  | 24  |
| 3   | Yaracuyanos BBC     | 16 | 07 | 09 | -- | -- | --  | 23  |
| 4   | Atlético de Caracas | 16 | 07 | 09 | -- | -- | --  | 23  |
| 5   | Waraos de Tucupita  | 16 | 06 | 10 | -- | -- | --  | 22  |

### Resultados
| Fase Regular         | ATL | CAC | C99 | YAR         | WAR |
| Atléticos de Caracas | --  |     |     |             |     |
| Caciques de Falcón   |     | --  |     | 71-73 73-51 |     |
| Columbus 99          |     |     | --  |             |     |
| Waraos de Tucupita   |     |     |     | --          |     |
| Yaracuyanos BBC      |     |     |     |             | --  |

## Play-Offs
La serie final quedó definida el 13 de octubre:
|  | Semifinales | Semifinales          | Semifinales |             |     | Final              | Final | Final |  |
|  |             |                      |             |             |     |                    |       |       |  |
|  |             |                      |             |             |     |                    |       |       |  |
|  | 1.º         | Caciques de Falcón   | 3           |             |     |                    |       |       |  |
|  | 1.º         | Caciques de Falcón   | 3           |             |     |                    |       |       |  |
|  | 4.º         | Atléticos de Caracas | 0           |             |     |                    |       |       |  |
|  | 4.º         | Atléticos de Caracas | 0           |             | GS1 | Caciques de Falcón | 1     |       |  |
|  |             |                      |             |             | GS1 | Caciques de Falcón | 1     |       |  |
|  |             |                      | GS2         | Columbus 99 | 3   |                    |       |       |  |
|  | 2.º         | Columbus 99          | GS2         | Columbus 99 | 3   | 3                  |       |       |  |
|  | 2.º         | Columbus 99          |             |             |     | 3                  |       |       |  |
|  | 3.º         | Yaracuyanos BBC      | 0           |             |     |                    |       |       |  |
|  | 3.º         | Yaracuyanos BBC      | 0           |             |     |                    |       |       |  |
|  |             |                      |             |             |     |                    |       |       |  |

| Campeón 1.ª División  |
| --------------------- |
| Columbus 99 2º título |

## Segunda División
Las tablas tienen resultados parciales:

### Grupo Oriental
| Pos | Equipo                | J  | G  | P  | Pts |
| --- | --------------------- | -- | -- | -- | --- |
| 1   | Cangrejeros de Güiria | 16 | 12 | 04 | 30  |
| 2   | Comuna El Cementerio  | 16 | 10 | 06 | 26  |
| 3   | Marinos TNT           | 16 | 09 | 07 | 25  |
| 4   | Aragüeños BBC         | 16 | 09 | 07 | 25  |
| 5   | Duros de El Tigre     | 12 | 00 | 16 | 16  |

### Grupo Occidental
| Pos | Equipo                        | J  | G  | P  | Pts |
| --- | ----------------------------- | -- | -- | -- | --- |
| 1   | Estibadores de Puerto Cabello | 20 | 15 | 05 | 35  |
| 2   | Titanes de Carabobo           | 20 | 13 | 07 | 33  |
| 3   | Tatuyes de Mérida             | 15 | 07 | 08 | 22  |
| 4   | Búfalos de Barinas            | 14 | 07 | 07 | 21  |
| 5   | Halcones de Apure             | 16 | 04 | 12 | 20  |
| 6   | Industriales de Guacara       | 13 | 03 | 10 | 16  |

### Serie eliminatoria
Los resultados son parciales:
|  | Cuartos de final            | Cuartos de final |               |                       | Semifinales | Semifinales |  |                       | Final | Final |  |
|  |                             |                  |               |                       |             |             |  |                       |       |       |  |
|  |                             |                  |               |                       |             |             |  |                       |       |       |  |
|  | Cangrejeros de Güiria       | 3                |               |                       |             |             |  |                       |       |       |  |
|  | Cangrejeros de Güiria       | 3                |               |                       |             |             |  |                       |       |       |  |
|  | Tatuyes de Mérida           | 0                |               |                       |             |             |  |                       |       |       |  |
|  | Tatuyes de Mérida           | 0                |               | Cangrejeros de Güiria | 3           |             |  |                       |       |       |  |
|  |                             |                  |               | Cangrejeros de Güiria | 3           |             |  |                       |       |       |  |
|  |                             |                  | Marinos TNT   | 0                     |             |             |  |                       |       |       |  |
|  | Titanes de Carabobo         | 2                | Marinos TNT   | 0                     |             |             |  |                       |       |       |  |
|  | Titanes de Carabobo         | 2                |               |                       |             |             |  |                       |       |       |  |
|  | Marinos TNT                 | 3                |               |                       |             |             |  |                       |       |       |  |
|  | Marinos TNT                 | 3                |               |                       |             |             |  | Cangrejeros de Güiria | 1     |       |  |
|  |                             |                  |               |                       |             |             |  | Cangrejeros de Güiria | 1     |       |  |
|  |                             |                  | Aragüeños BBC | 3                     |             |             |  |                       |       |       |  |
|  | Comuna El Cementerio        | 3                | Aragüeños BBC | 3                     |             |             |  |                       |       |       |  |
|  | Comuna El Cementerio        | 3                |               |                       |             |             |  |                       |       |       |  |
|  | Búfalos de Barinas          | 0                |               |                       |             |             |  |                       |       |       |  |
|  | Búfalos de Barinas          | 0                |               | Comuna El Cementerio  | 1           |             |  |                       |       |       |  |
|  |                             |                  |               | Comuna El Cementerio  | 1           |             |  |                       |       |       |  |
|  |                             |                  | Aragüeños BBC | 3                     |             |             |  |                       |       |       |  |
|  | Estibadores de Pto. Cabello | 1                | Aragüeños BBC | 3                     |             |             |  |                       |       |       |  |
|  | Estibadores de Pto. Cabello | 1                |               |                       |             |             |  |                       |       |       |  |
|  | Aragüeños BBC               | 3                |               |                       |             |             |  |                       |       |       |  |
|  | Aragüeños BBC               | 3                |               |                       |             |             |  |                       |       |       |  |
|  |                             |                  |               |                       |             |             |  |                       |       |       |  |

| Campeón 2.ª División    |
| ----------------------- |
| Aragüeños BBC 1º título |

## Tercera División
La tercera división se disputó en 3 grupos de 5 equipos, para un total de 15 (inicialmente eran 16). Clasificaron a la ronda eliminatoria los dos mejores de cada grupo, y los dos mejores terceros.
Los clubes Industriales de Guarenas, Caciques de San Sebastián, Cumanagotos de Sucre, Cayaurimas de Sucre, Universitarios de Caripito, Guerreros de Tinaquillo y Trujillanos BBC son equipos debutantes.

### Grupo Oriental
| Pos | Equipo                     | J  | G  | P  | Pts |
| --- | -------------------------- | -- | -- | -- | --- |
| 1   | Cumanagotos de Sucre       | 18 | 12 | 06 | 30  |
| 2   | Cayaurimas de Sucre        | 16 | 12 | 04 | 28  |
| 3   | Gatos de Cantaura          | 16 | 09 | 07 | 25  |
| 4   | Caballos de Monagas        | 18 | 08 | 10 | 26  |
| 5   | Universitarios de Caripito | 16 | 07 | 09 | 25  |
| E   | Pericos de Barcelona       | 00 | 00 | 00 | --  |

Según tuit de la cuenta @PericosBBC del 2 de octubre, el equipo Pericos de Barcelona desistió de participar luego de la 5 jornada (2-8).

### Grupo Central
| Pos | Equipo                    | J  | G  | P  | Pts |
| --- | ------------------------- | -- | -- | -- | --- |
| 1   | Industriales de Guarenas  | 00 | 00 | 00 | 00  |
| 2   | Bushido los Teques        | 00 | 00 | 00 | 00  |
| 3   | OMX de Barlovento         | 00 | 00 | 00 | 00  |
| 4   | Unión Ferrocarril del Tuy | 00 | 00 | 00 | 00  |
| 5   | Caciques de San Sebastián | 00 | 00 | 00 | 00  |

### Grupo Occidental
| Pos | Equipo                            | J  | G  | P  | Pts |
| --- | --------------------------------- | -- | -- | -- | --- |
| 1   | Trujillanos BBC                   | 12 | 10 | 02 | 22  |
| 2   | Aragüeños BBC 2                   | 12 | 09 | 03 | 21  |
| 3   | Guerreros de Tinaquillo           | 12 | 07 | 05 | 19  |
| 4   | Águilas Universitarias de Barinas | 00 | 00 | 00 | 00  |
| 5   | Industriales de Guacara           | 00 | 00 | 00 | 00  |

### Serie eliminatoria
Series con resultados parciales:
|  | Cuartos de final         | Cuartos de final |                     |                      | Semifinales | Semifinales |  |                 | Final      | Final      |  |
|  | 11-15/mayo               | 11-15/mayo       |                     |                      | 18-22/mayo  | 18-22/mayo  |  |                 | 26-29/mayo | 26-29/mayo |  |
|  |                          |                  |                     |                      |             |             |  |                 |            |            |  |
|  |                          |                  |                     |                      |             |             |  |                 |            |            |  |
|  | Industriales de Guarenas | 1                |                     |                      |             |             |  |                 |            |            |  |
|  | Industriales de Guarenas | 1                |                     |                      |             |             |  |                 |            |            |  |
|  | Cumanagotos de Sucre     | 3                |                     |                      |             |             |  |                 |            |            |  |
|  | Cumanagotos de Sucre     | 3                |                     | Cumanagotos de Sucre | 2           |             |  |                 |            |            |  |
|  |                          |                  |                     | Cumanagotos de Sucre | 2           |             |  |                 |            |            |  |
|  |                          |                  | Trujillanos BBC     | 3                    |             |             |  |                 |            |            |  |
|  | Trujillanos BBC          | 3                | Trujillanos BBC     | 3                    |             |             |  |                 |            |            |  |
|  | Trujillanos BBC          | 3                |                     |                      |             |             |  |                 |            |            |  |
|  | Bushido Los Teques       | 1                |                     |                      |             |             |  |                 |            |            |  |
|  | Bushido Los Teques       | 1                |                     |                      |             |             |  | Trujillanos BBC | 2          |            |  |
|  |                          |                  |                     |                      |             |             |  | Trujillanos BBC | 2          |            |  |
|  |                          |                  | Cayaurimas de Sucre | 3                    |             |             |  |                 |            |            |  |
|  | Aragüeños BBC 2          | 3                | Cayaurimas de Sucre | 3                    |             |             |  |                 |            |            |  |
|  | Aragüeños BBC 2          | 3                |                     |                      |             |             |  |                 |            |            |  |
|  | OMX Barlovento           | 0                |                     |                      |             |             |  |                 |            |            |  |
|  | OMX Barlovento           | 0                |                     | Aragüeños BBC 2      | P           |             |  |                 |            |            |  |
|  |                          |                  |                     | Aragüeños BBC 2      | P           |             |  |                 |            |            |  |
|  |                          |                  | Cayaurimas de Sucre | G                    |             |             |  |                 |            |            |  |
|  | Cayaurimas de Sucre      | 3                | Cayaurimas de Sucre | G                    |             |             |  |                 |            |            |  |
|  | Cayaurimas de Sucre      | 3                |                     |                      |             |             |  |                 |            |            |  |
|  | Guerreros de Tinaquillo  | 2                |                     |                      |             |             |  |                 |            |            |  |
|  | Guerreros de Tinaquillo  | 2                |                     |                      |             |             |  |                 |            |            |  |
|  |                          |                  |                     |                      |             |             |  |                 |            |            |  |

| Campeón 3.ª División |
| -------------------- |
| Cayaurimas de Sucre  |